# Letis albifimbria
Letis albifimbria là một loài bướm đêm trong họ Erebidae.